# Male Sadove, Bahciîsarai
Male Sadove (în ucraineană Мале Садове) este un sat în așezarea urbană Kuibîșeve din raionul Bahciîsarai, Republica Autonomă Crimeea, Ucraina.

## Demografie
Componența lingvistică a localității Male Sadove
     Rusă (81,27%)
     Tătară crimeeană (13,29%)
     Ucraineană (5,44%)
Conform recensământului din 2001, majoritatea populației localității Male Sadove era vorbitoare de rusă (81,27%), existând în minoritate și vorbitori de tătară crimeeană (13,29%) și ucraineană (5,44%).